# Lyambamgongo
Lyambamgongo è una circoscrizione rurale (rural ward) della Tanzania situata nel distretto di Bukombe, regione di Geita. Conta una popolazione di 6 314 abitanti (censimento 2012).